# Gustavo Buratti
Gustavo Buratti Zanchi, conosciuto anche con l'ipocoristico Tavo Burat (Stezzano, 22 maggio 1932 – Biella, 18 dicembre 2009), è stato uno scrittore, poeta, giornalista, docente, politico, storico italiano, studioso e difensore delle minoranze linguistiche e delle autonomie locali.

## Biografia
Nacque a Stezzano nel 1932 e si laureò in giurisprudenza con una tesi intitolata Diritto nel Cantone dei Grigioni. Fu insegnante di francese presso la scuola media inferiore di Biella dal 1968 al 1994.
Fu il fondatore e il primo direttore della rivista in lingua piemontese La slòira e direttore della rivista piemontese Alp dal 1974 al 2009. In qualità di giornalista collaborò inoltre con la rivista di storia contemporanea l'impegno, nella quale sono stati pubblicati sedici articoli che portano la sua firma. Scrisse articoli relativi alla storia contemporanea e ai problemi linguistici delle minoranze.
Fu altresì autore di saggi di storia e di tradizione popolare alpina; tra le materie di indagine possono essere ricordate il tuchinaggio e il movimento ereticale guidato da Fra Dolcino. I suoi studi sulla figura del frate dichiarato eretico dalla Chiesa cattolica, lo portarono nel 1974 a fondare il Centro Studi Dolciniani, del quale fu anche coordinatore fino al 2009. La ricerca scientifica su Dolcino lo coinvolse anche idealmente, tanto da dichiararsi neodolciniano.
Nel 1974 volle e posò sul Monte Rubello un nuovo cippo dedicato a Fra Dolcino, laddove sorgeva l’obelisco realizzato nel 1907 dai biellesi e dai valsesiani per il sesto centenario dalla morte del frate e che fu distrutto già dopo vent’anni da alcuni fascisti che mal sopportavano quel simbolo socialista. All'inaugurazione Buratti invitò Dario Fo e parteciparono all’incirca diecimila persone.

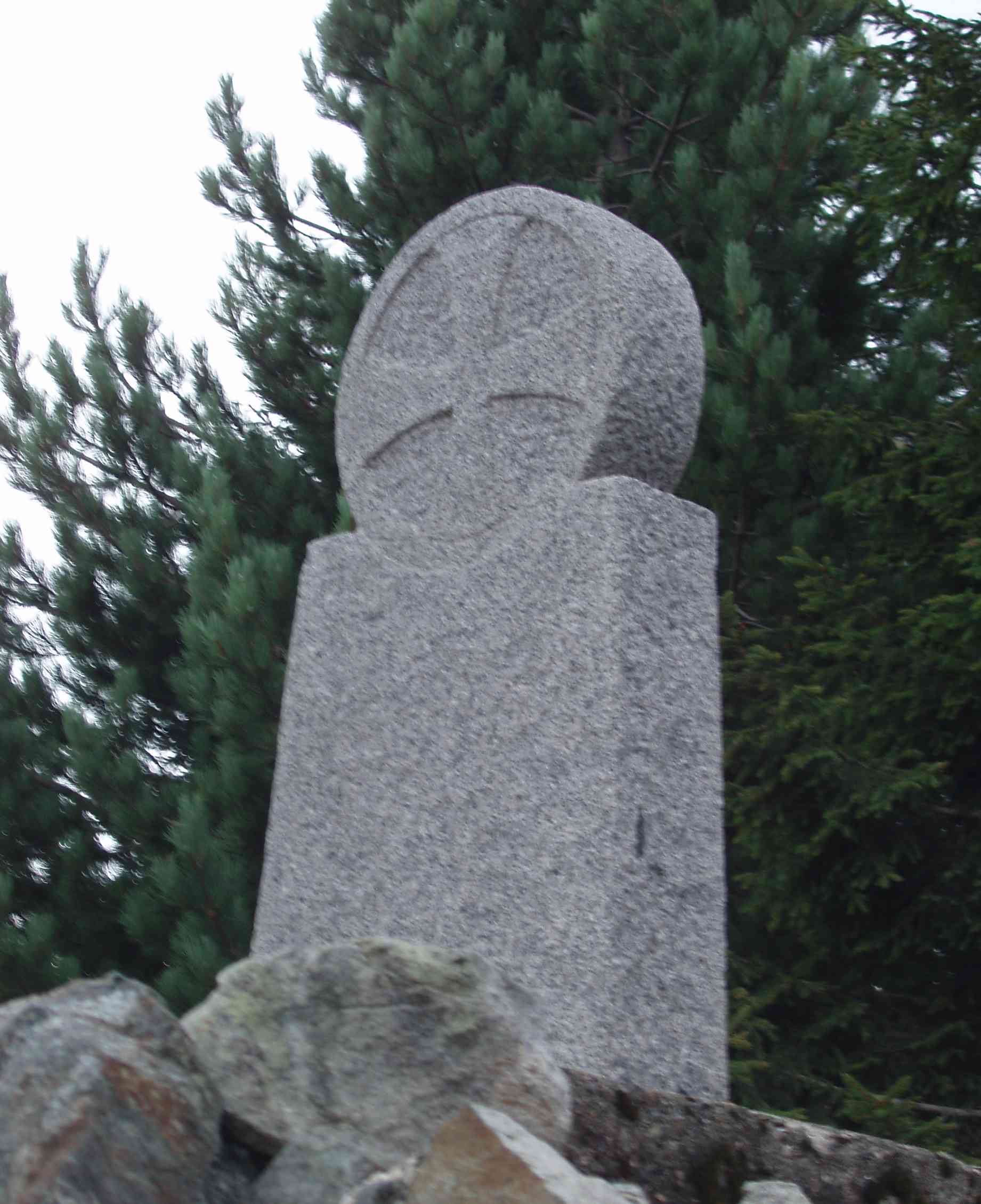
Il cippo dedicato a Fra Dolcino voluto da Burat.

Lo scrittore Enrico Camanni motivò l'interesse generale di Buratti per i movimenti ereticali e l'attenzione particolare per la corrente dolciniana - gli studi sugli eretici e su Fra Dolcino lo animarono infatti per molti anni della sua vita - con le seguenti parole: «Buratti non amava Dolcino per motivi teologici, ma perché era un simbolo di ribellione. Gli interessava ogni tipo di eresia contro ogni sorta di autorità, studiava e parlava le lingue delle minoranze, e percorreva le alpi meno celebrate e più lontane dalle rotte turistiche perché dal suo punto di vista le montagne erano sempre state un rifugio, il luogo più amato dai disubbidienti e dai perseguitati: gente strana e testarda, che in ogni posto e in ogni tempo parlava una lingua incomprensibile al potere».
Fu anche autore di opere poetiche in vernacolo piemontese, alcune delle quali pubblicate dal Centro Studi Piemontesi; i suoi componimenti poetici sono raccolti anche in alcune antologie di poesia dialettale pubblicate da Mondadori e Garzanti.
Buratti si spese inoltre per la riscoperta delle origini delle tradizioni e della cultura delle sue valli e per la conservazione delle minoranze linguistiche. Nell’ottobre 1975 Buratti, che allora era segretario per l'Italia dell’Associazione internazionale per la difesa delle lingue e delle culture minacciate (AIDLCM) - e di cui fu anche uno dei fondatori a Tolosa nel 1964 - fu organizzatore, insieme ad Antonio Piromalli, di un convegno tenutosi a Lecce in difesa delle minoranze linguistiche. In tale circostanza Buratti invitò Pier Paolo Pasolini, il quale tenne la celebre lezione-conversazione intitolata Volgar’eloquio, ricordato come ultimo intervento pubblico di Pasolini prima del suo assassinio.
A Biella fu consigliere comunale dal 1956 al 1994 e assessore della Comunità montana Bassa Valle Cervo dal 1970 al 1993. Svolse l'attività politica dapprima nel PSI, per il quale fu dirigente regionale dal 1975 al 1984, e in seguito nei Verdi.
Morì nel dicembre 2009 e in conformità con la difesa delle culture locali che operò in vita, volle che il suo corpo fosse avvolto nella bandiera dei Sinti piemontesi. Viene ricordato come difensore delle minoranze linguistiche, dei dialetti, degli eretici e di ogni forma di cultura. Dopo la sua morte, il circolo territoriale biellese di Legambiente è stato intitolato in suo nome. Nel giugno 2016 la scuola secondaria di primo grado "Nino Costa" di Chiavazza ha dedicato a lui la biblioteca interna all'istituto. A Pettinengo il locale Museo delle Migrazioni ha dedicato a Buratti una mostra, che è stata visitabile per un anno a partire dall'ottobre 2018.

### Altri ruoli politici e culturali
- Proponente e firmatario dello Statuto dei Verdi nel 1985.
- Consigliere Nazionale della Federazione Italiana dei Verdi dal 2000 al 2009.
- Rappresentante dei Verdi per la revisione dello Statuto della Regione Piemonte tra il 1997 e il 1998.
- Fondatore del Consiglio federativo della Resistenza di Biella.
- Presidente del concistoro della Chiesa Valdese di Biella.
- Vicepresidente dell'Istituto per la storia della Resistenza e della società contemporanea nelle province di Biella e Vercelli dal 1977 al 1982; poi consigliere per lo stesso Istituto dal 1983 al 1988; infine consigliere scientifico fino al 2009.[6]

## Opere

### In lingua italiana
- Diritto pubblico nel Cantone dei Grigioni, Milano-Varese, Ed. Cisalpino-Goliardica, 1957.
- Nota introduttiva nel volume di Orlando Spigarelli, Il libero comporre e il dialetto, Gubbio, Tip. Eugubina, 1968.
- La situazione giuridica delle minoranze linguistiche in Italia, in I diritti delle minoranze etnico-linguistiche, Atti dell’VIII Convegno di studi della Ligue internationale di l’Enseignement, de l’Education et de la culture populaire, sezione italiana, Milano, Cisalpino-Goliardica, 1974.
- In difesa degli altri, in U. Bernardi, Le mille culture, Comunità locali e partecipazione politica, Roma, Coines, 1976.
- Decolonizzare le Alpi, in Prospettive dell’arco alpino, Milano, Jaca Book, 1981.
- L'altra religione. Ottant'anni fa l'obelisco per rivendicare Dolcino, L'impegno, Borgosesia, 1987.
- Carlo Antonio Gastaldi. Un operaio biellese brigante dei Borboni, Milano, Jaca Book, 1989.
- Dalla parte di Fra Dolcino, curato con Corrado Mornese, Novara, Magia Libri, 1989
- Federalismo e autonomie. Comunità e bioregioni, Torino, Regione Piemonte, 1997.
- Dolcino e il lungo cammino dei Fratelli apostolici, curato con Corrado Mornese, Novara, Millenia, 1996.
- Fra Dolcino e gli Apostolici tra eresia, rivolta e roghi, curato con Corrado Mornese, Roma, DeriveApprodi, 2000.
- L'anarchia cristiana di Fra Dolcino e Margherita, Pollone, Leone & Griffa, 2002.
- Historia di frate Dolcino detto eretico, di Fryda Rota con note storiche a cura di Tavo Burat, Gozzano, Rosso & Nero, 2002.
- Eretici dimenticati. Dal Medioevo alla modernità, curato con Corrado Mornese, Roma, DeriveApprodi, 2004.
- Banditi e ribelli dimenticati. Storie di irriducibili al futuro che viene, curato con Corrado Mornese, Milano, Lampi di stampa, 2006.
- Maledetto Fra Dolcino! Storia di una memoria scandalosa, curato con Corrado Mornese, Milano, Lampi di stampa, 2007.
- (postumo) Dalla parte di chi resiste. Gli scritti di Gustavo Buratti per "L'Impegno", a cura di Marcello Vaudano, Varallo, Istituto per la storia della Resistenza e della società contemporanea nel Biellese, nel Vercellese e in Valsesia, 2012.
- (postumo) Fra Dolcino e Margherita: tra messianesimo egualitario e resistenza montanara, [S.l.], Tabor, 2013.

### In lingua piemontese
- Finagi, Ca dë studi piemontèis, 1979.
- Lassomse nen tajé la lenga, Alp, 2005.
- Poesìe, Ca dë studi piemontèis, 2008.

### Poesie vernacolari contenute in antologie
Alcune poesie di Buratti sono contenute all'interno delle seguenti antologie:
- Le parole di legno. Poesia in dialetto del '900 italiano, a cura di Mario Chiesa e Giovanni Tesio, Mondadori, 1984.
- Poesia dialettale dal Rinascimento ad oggi, a cura di Giacinto Spagnoletti e Cesare Vivaldi, Garzanti, 2008.
- Il pensiero dominante. Poesia italiana 1970-2000, a cura di Franco Loi e Davide Rondoni, Garzanti, 2001.